# Волновахский краеведческий музей
Волновахский краеведческий музей — музей в Волновахе, основанный в 1977 году.
Площадь музея 259 метров².

## История
Музей основан в 1977 году, как отдел Донецкого краеведческого музея.
С 1992 года музей работает самостоятельно.

## Залы
В музее четыре зала:
- Первый самый крупный в котором расположена экспозиция флоры и фауны Донецкого края.
- Во втором расположены экспонаты от каменного века до XIX века.
- В третьем зале экспозиция посвящённая жизни Донецка в период с 1917 года по 1990 год.
- В четвёртом зале экспонаты о современной жизни Донецкого края.

Музей гордится своей выставкой самоваров и коллекцией монет с XI века. В 1870 году один из самоваров показан на выставке в Париже и в Вене, также этот самовар получил десять медалей на других выставках.
В музее также хранятся: каменные топоры из эпохи бронзы, наконечники стрел из скифской эпохи, и так далее.